# Kassian Cephas
Kassian Cephas of Kassian Céphas (Jogjakarta, 15 januari 1845 – Jogjakarta, 16 november 1912) was een Javaanse fotograaf aan het hof van het Sultanaat Jogjakarta. Hij was de eerste Indonesische inlander die beroepsfotograaf werd. Hij werd op verzoek van de sultan Hamengkoeboewono VI (1821-1877, regeerde 1855–1877) opgeleid. Begin 1871 begon hij als hofschilder en hoffotograaf met portretfotografie van de leden van het vorstenhuis, en daarnaast maakte hij opnames van monumenten, onder meer van de Borobudur op verzoek van de Archaeologische Vereeniging. Zijn werk voor het behoud van Java's erfgoed werd beloond met een lidmaatschap van het Koninklijk Instituut voor Taal-, Land- en Volkenkunde en toekenning van de Eremedaille in goud, verbonden aan de Orde van Oranje-Nassau. Cephas en zijn echtgenote Dina Rakijah kregen zes kinderen. De oudste zoon Sem Kassian (1870-1918) werd door zijn vader tot fotograaf opgeleid, hielp hem jarenlang en zette na Kassians dood het bedrijf voort tot zijn eigen overlijden in 1918.

## Galerij

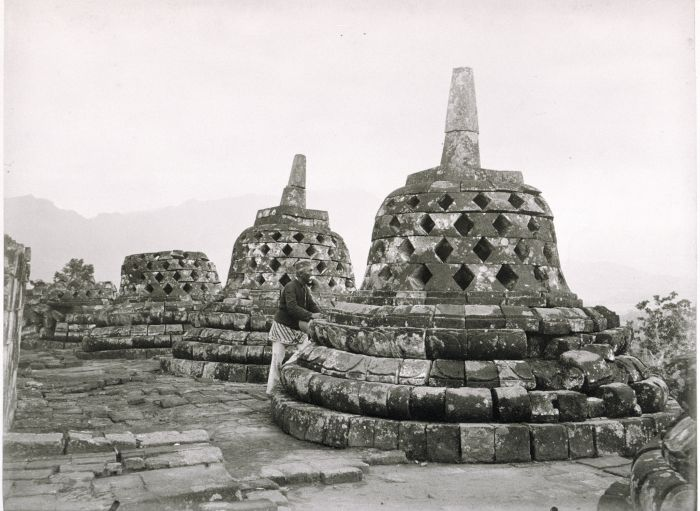
Fotograaf Kassian Céphas bij de stupa's op de Borobudur, 1890.
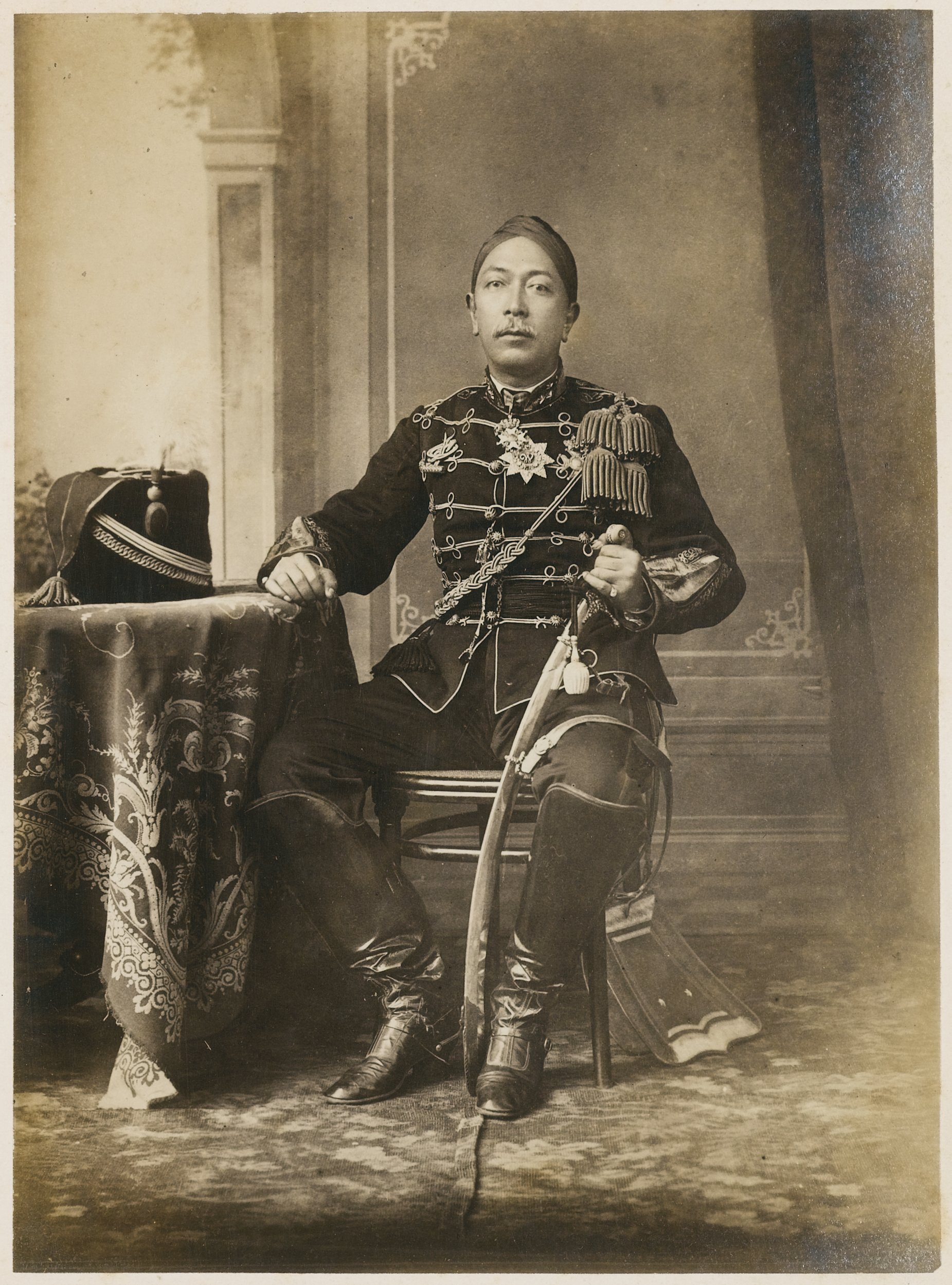
Hamengkoe Boewono VII, sultan van Jogjakarta, in uniform, 1885
Hamengkoe Boewono VII, sultan van Jogjakarta, 1885
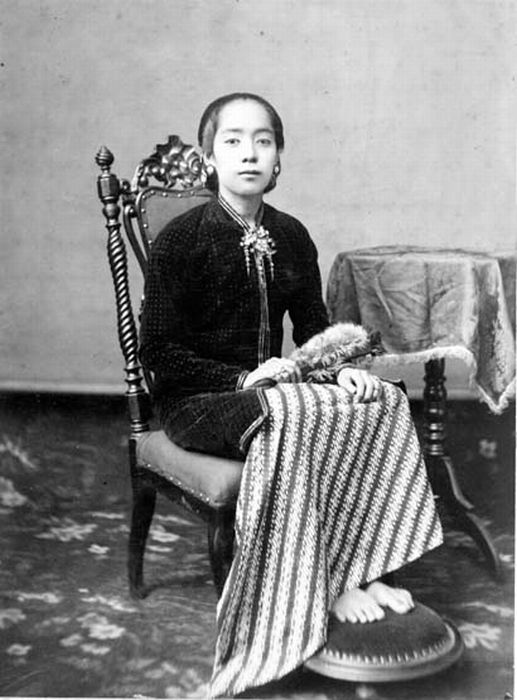
Ratoe Madoeretna, dochter van sultan Hamengkoe Boewono VII
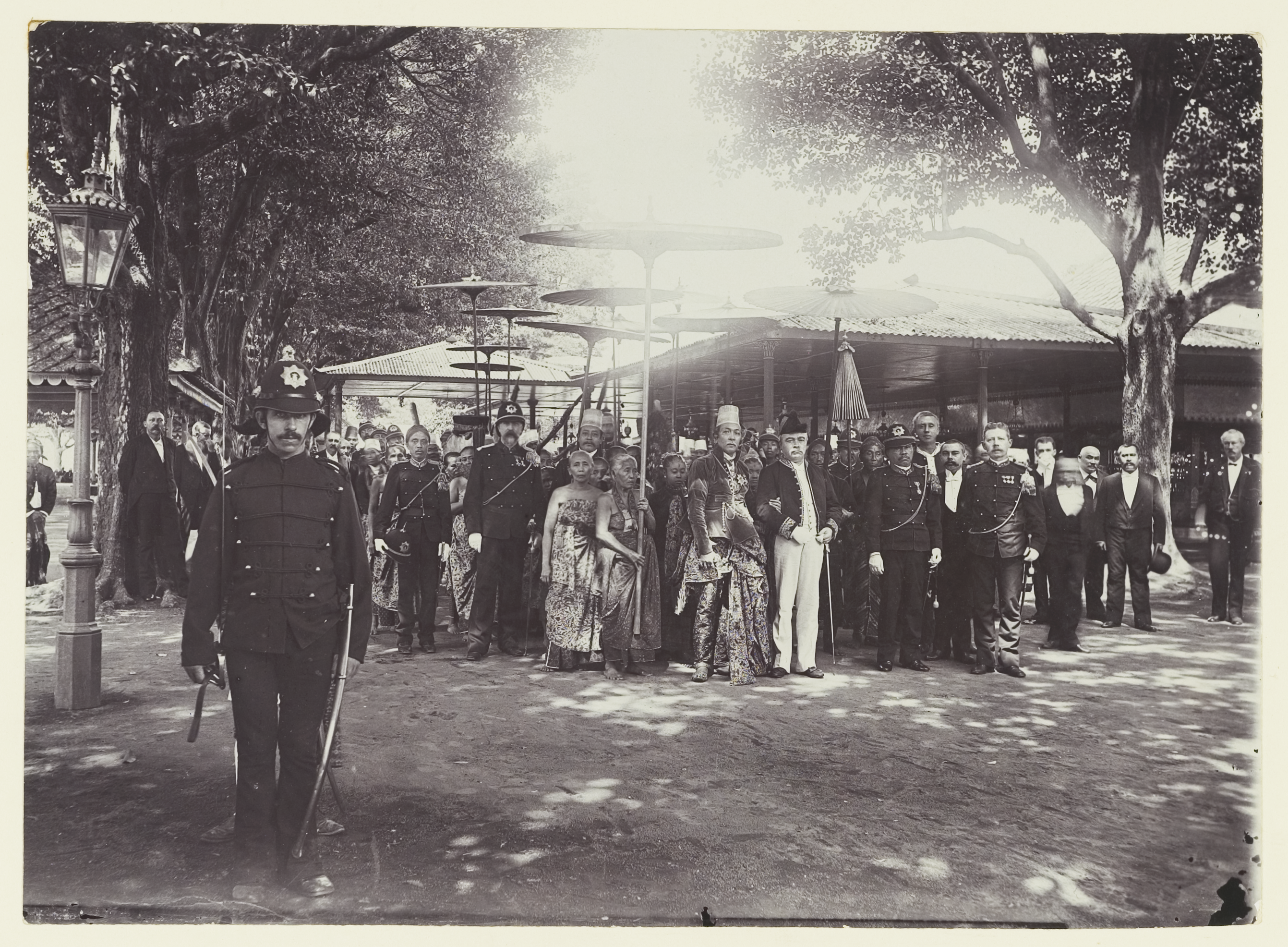
Sultan Hamengkoe Buwono VII loopt arm in arm met de Nederlandse resident van Jogjakarta, C. M. Ketting Olivier. Garebeg, verjaardag van de profeet Mohammed, rond 1894
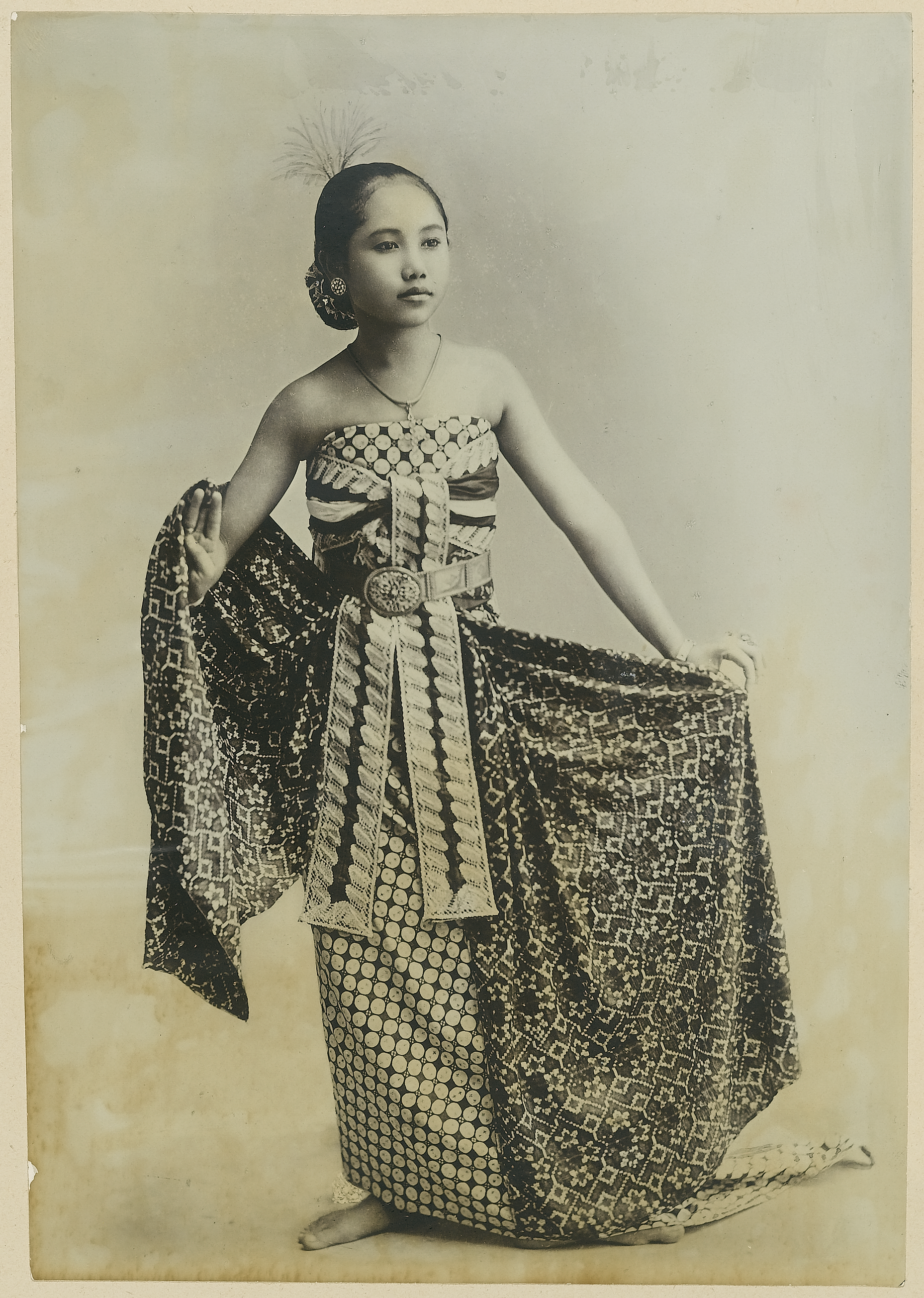
Javaanse danseres in hofkleding, rond 1900
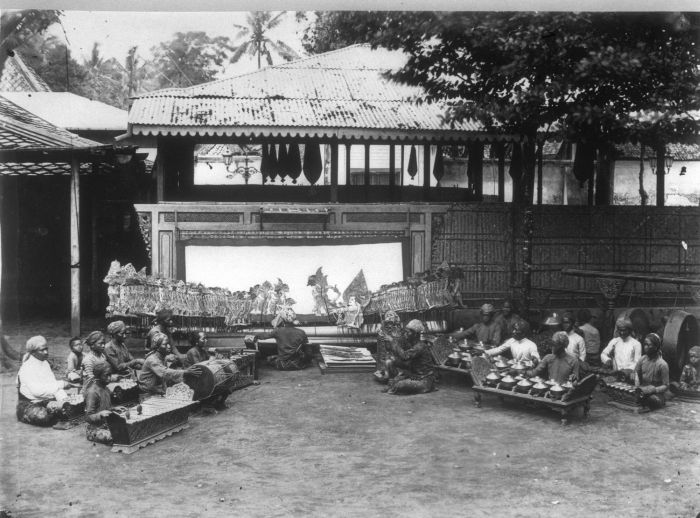
Wajang kulit voorstelling begeleid door een gamelan orkest, 1880-1910
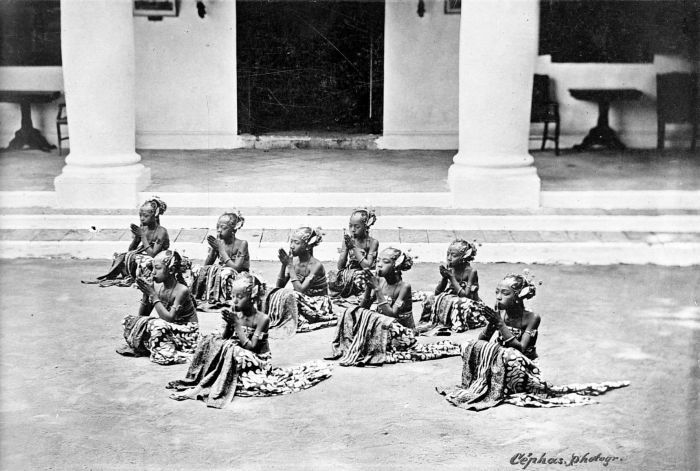
Jonge hofdanseressen voeren een serimpi uit, jaar onbekend
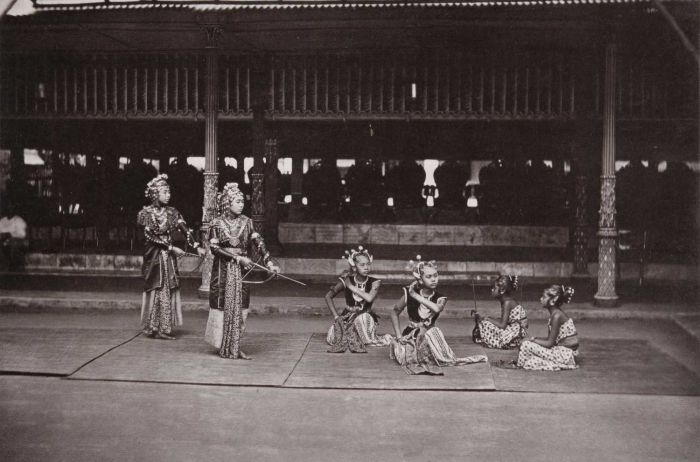
Danseressen aan het hof van de Sultan van Jogjakarta. Collotype print. Uit het boek van Isaäc Groneman In den Kedaton te Jogjakarta
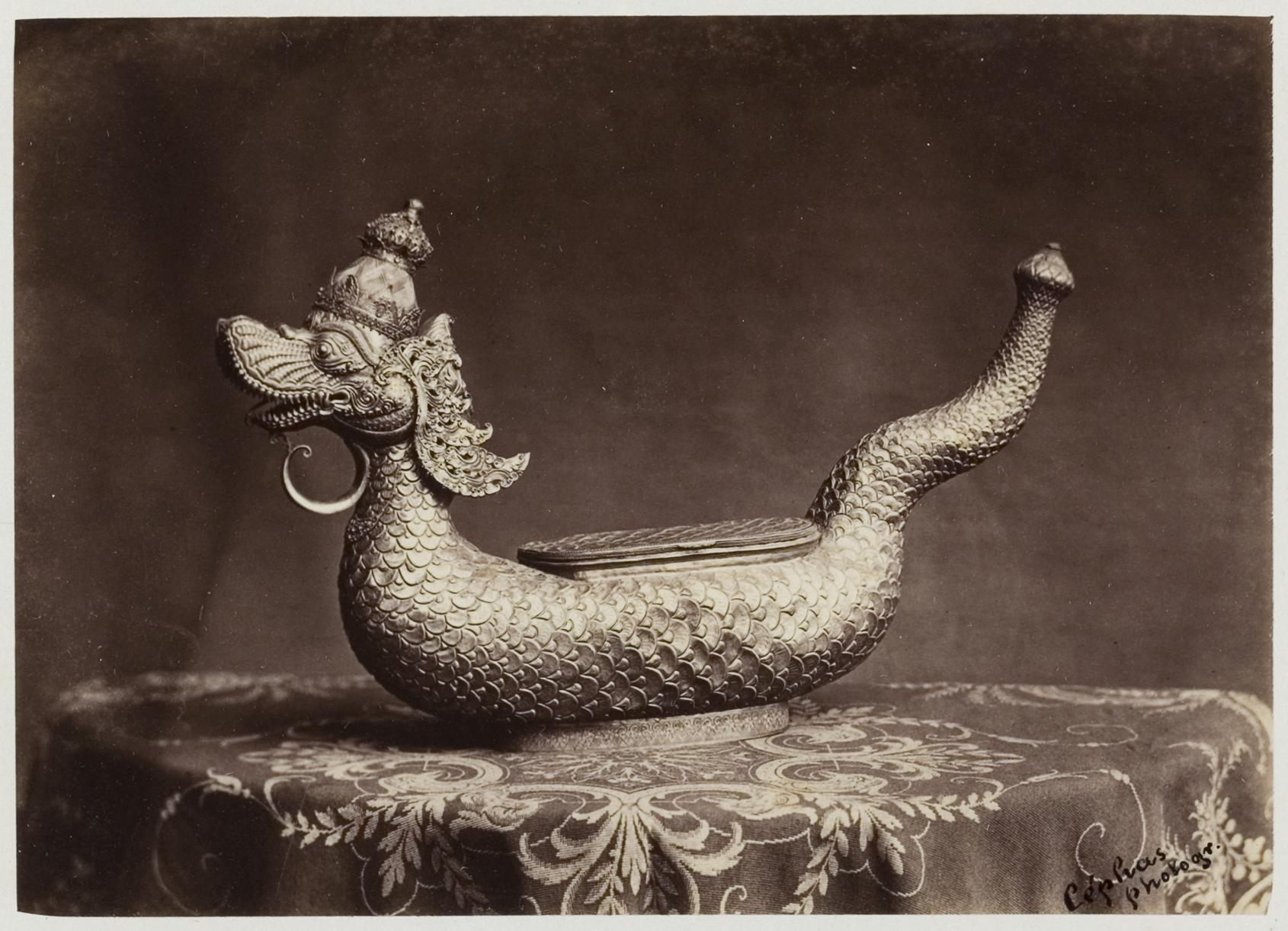
Pusaka (erfstuk) van het hof van Jogjakarta
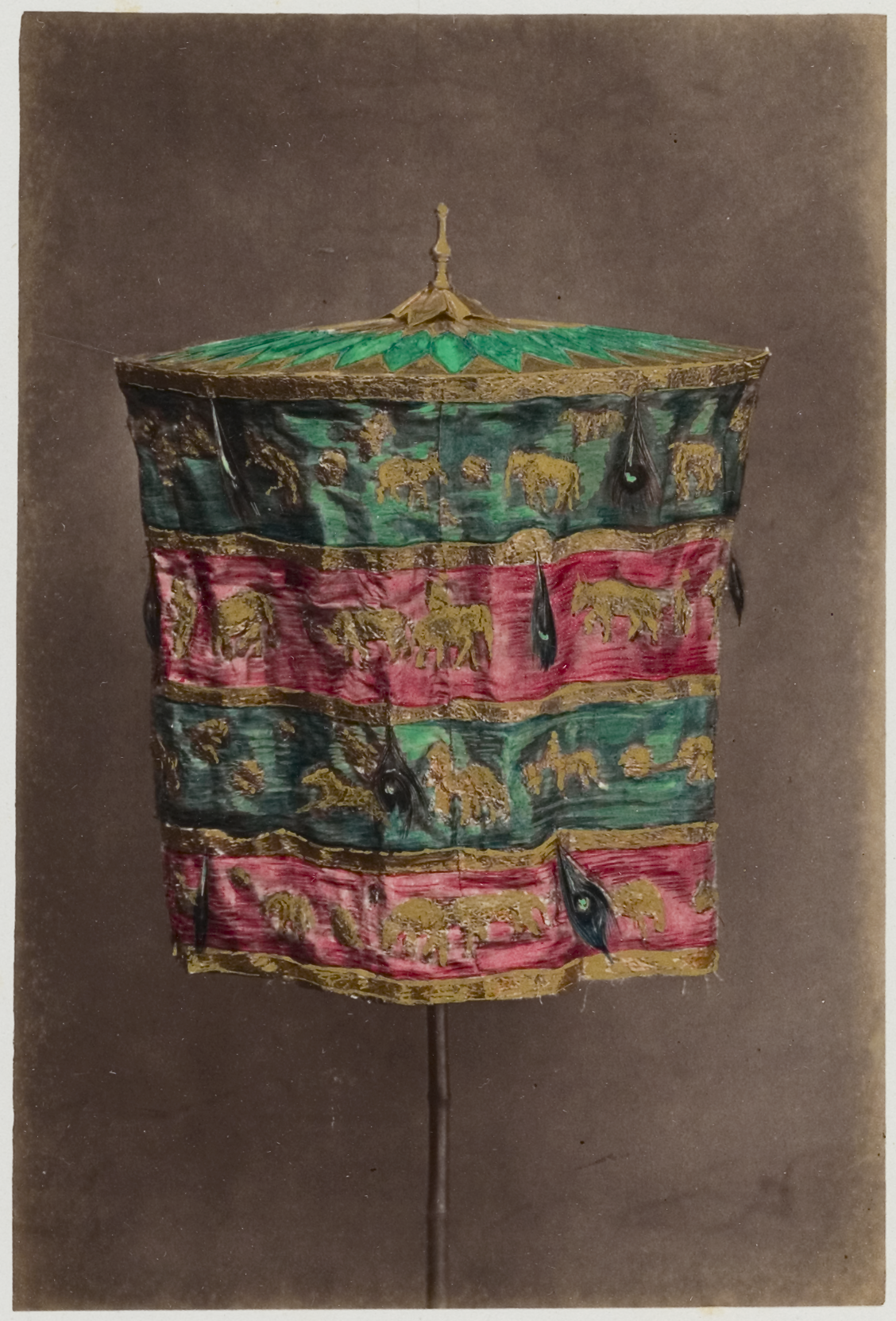
Pajoen uit de kraton van Jogjakarta (ingekleurd)
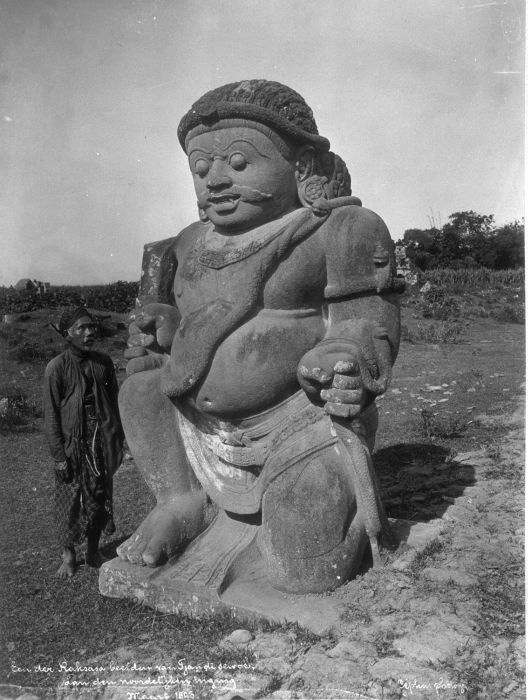
Beeld van een tempelwacht bij de noordingang van Tjandi Sewoe, Midden-Java
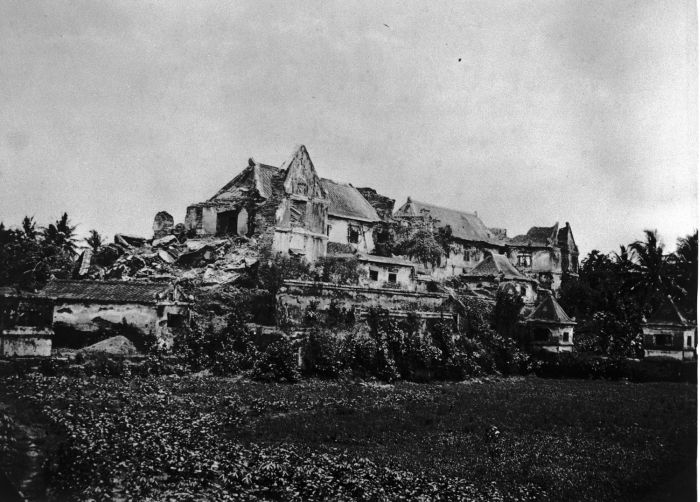
Ruïne van het waterkasteel Taman Sari, kraton te Jogjakarta, rond 1890
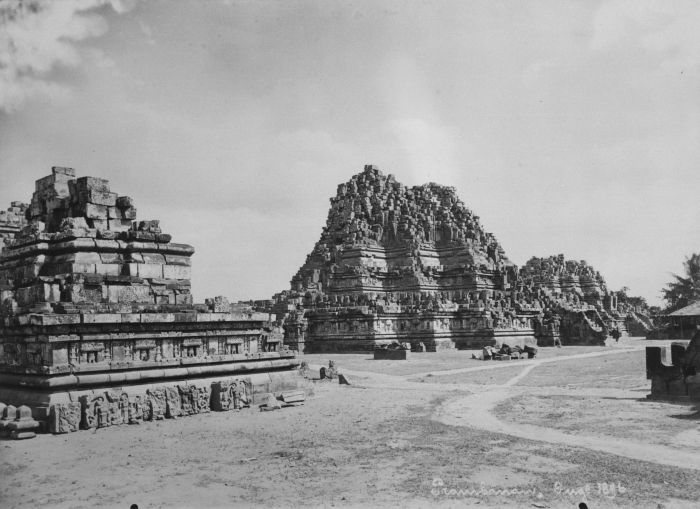
De aan Brahma Shiva en Vishnu gewijde tempels op de Candi Lara Jonggrang oftewel het Prambanan tempelcomplex
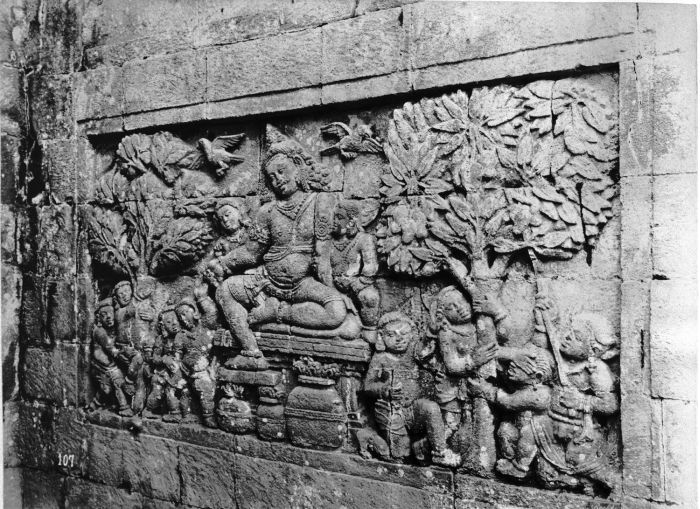
Reliëf in het interieur van de tempel Tjandi Mendoet achterin rechts bij de ingang.
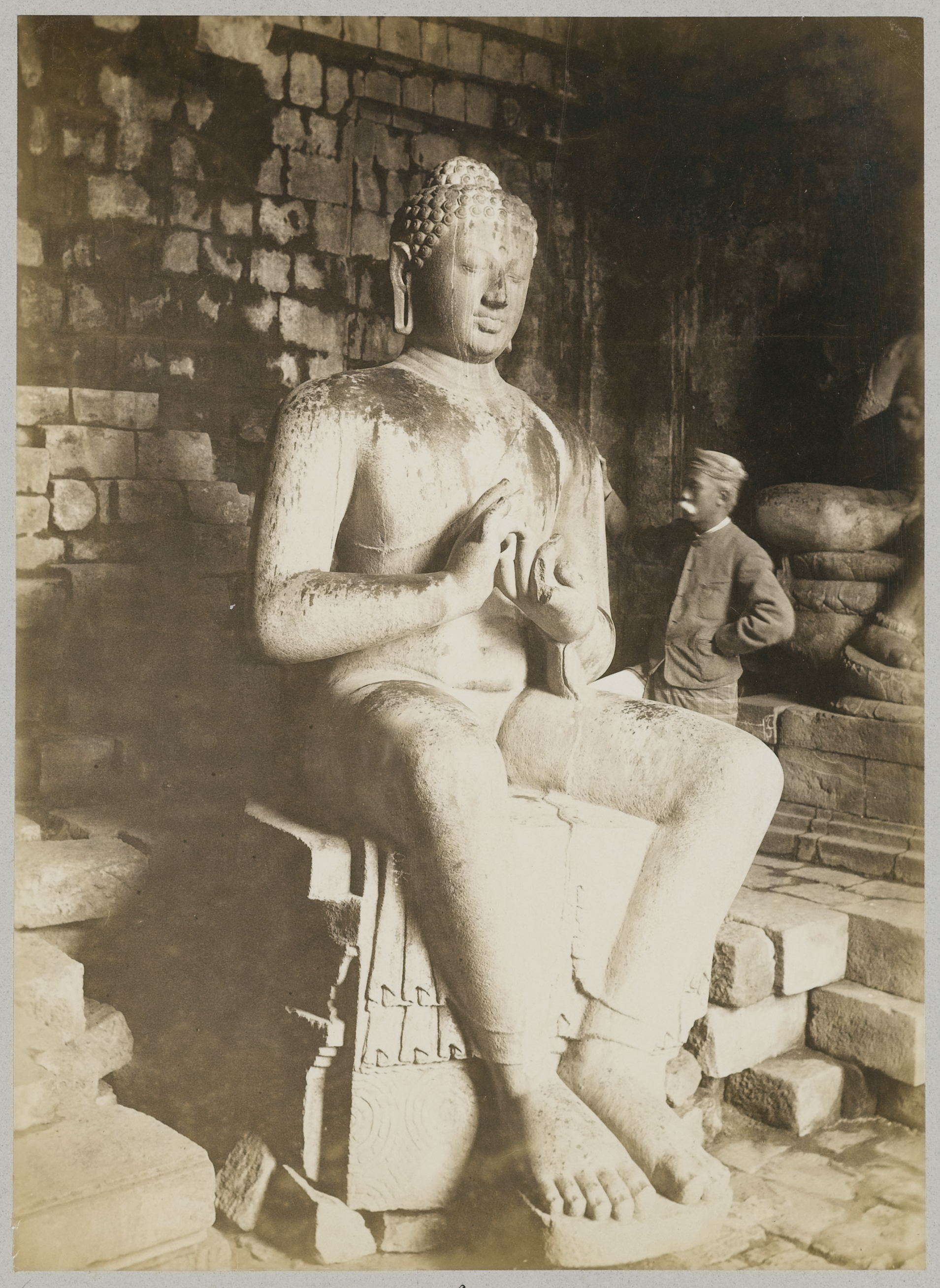
Céphas bij het Boeddhabeeld in Tjandi Mendoet
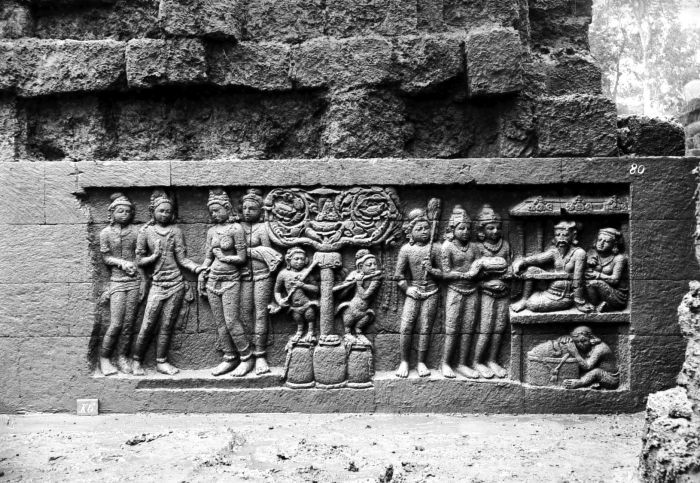
Reliëf O 101 op de verborgen voet van de Borobudur
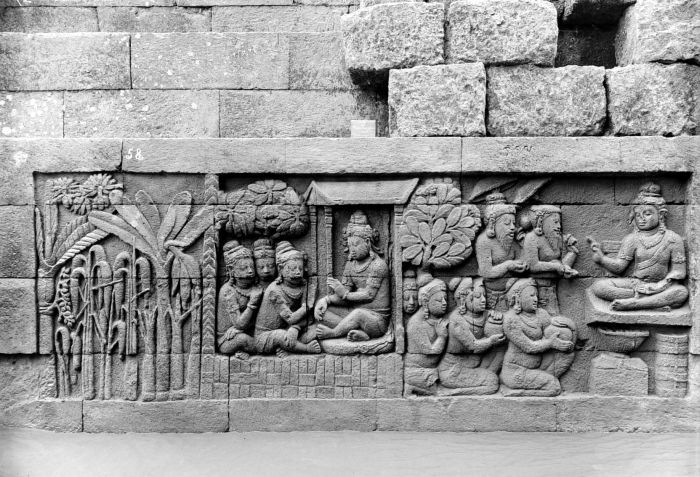
Reliëf O 103 idem, O 123
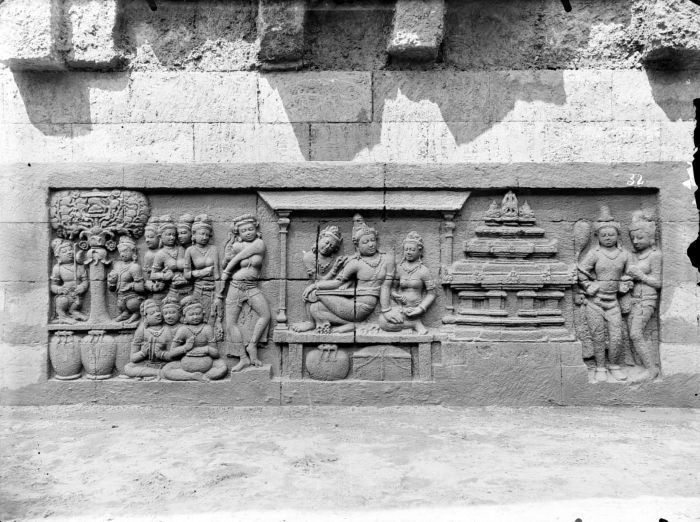
Reliëf O 149 idem, O 149
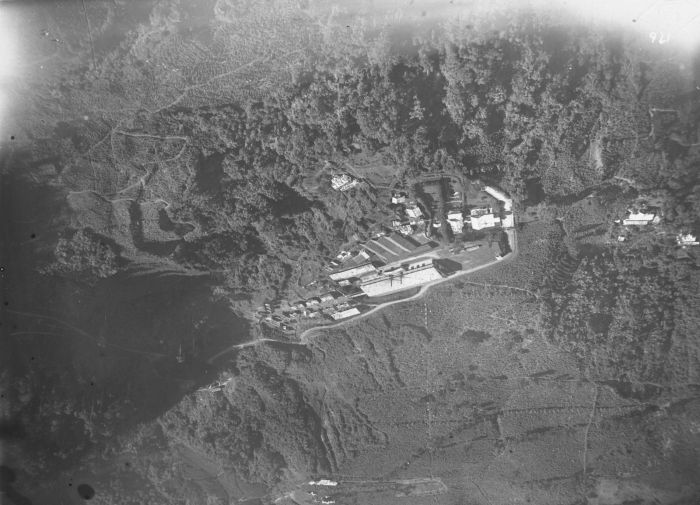
Waringinbomen langs de weg naar Fort Vredeburg in Jogjakarta. Luchtfoto
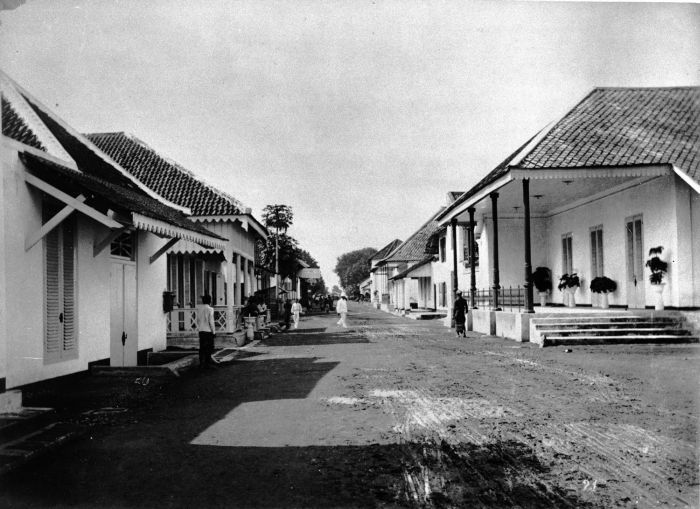
Lodjie Ketjilstraat, Djokjakarta